# Geografens testamente
Geografens testamente är en svensk äventyrsserie från 2010, producerad av UR och skapad av Henrik Ahnborg och Johannes Berg. Serien skapades som ett utbildningsprogram för mellanstadiet i ämnet geografi. Serien består av fyra säsonger, Geografens testamente – eller Den stora Sverigeresan (2010), Geografens testamente – Norden (2013), Geografens testamente – Europa (2017) och Geografens testamente – Världen (2023).
Norden och Europa nominerades till priset för "Årets barn- och ungdomsprogram" vid Kristallengalorna 2013 respektive 2017.
I maj 2020 släpptes boken Geografens testamente – Sverige som är baserad på första säsongen i TV-serien.

## Rollista (i urval)
- Henrik Ahnborg – Mortensen (säsong 1–4)
- Johannes Berg – Holger Nilsson (säsong 1–4)
- Lena Granhagen – Mary-Diana Graaf (säsong 1–2)
- Isabel Reboia – Esmé (säsong 3 - 4)
- Ella Rappich – Flora (säsong 4)
- Judith Buchan –  Ann-Margret  (säsong 4)
- Karin af Klintberg – mor till Mary Diana (säsong 2)
- Lars Lohmann – Kopernikus (säsong 2)
- Sue Lemström – Sirpa (säsong 2)
- Gunilla Nyroos – Geodora (säsong 1)